# Хегетшвайлер, Иоганнес
Иоганнес Якоб Хегетшвайлер-Бодмер (нем. Johannes Jacob Hegetschweiler-Bodmer; 1789—1839) — швейцарский ботаник.

## Биография
Иоганнес Якоб Хегетшвайлер родился 14 декабря 1789 года в семье врача-хирурга в коммуне Рифферсвиль. Начальное образование получил в Арау и Цюрихе, в 1809 году поступил в Тюбингенский университет. Там он посещал лекции Карла Фридриха Кильмайера. В 1812 году Хегетшвайлер окончил Тюбингенский университет и стал доктором медицины. Его диссертация была посвящена использованию в медицине калгана. С 1813 года Иоганнас Якоб работал в военном госпитале в Райнау, где заразился тифом. В 1814 году он излечился от болезни и продолжил работать медиком в Штефе.
В свободное время Хегетшвайлер занимался изучением флоры Швейцарии, он обладал небольшим личным садом. Самая известная его работа, Die Flora der Schweiz, была закончена Освальдом Хером и издана в 1840 году, уже после смерти Хегетшвайлера.
Помимо ботаники, Хегетшвайлер занимал важные политические должности. С 1830 по 1839 он был членом парламента кантона Цюрих. 6 сентября 1839 года во время Цюрихского путча Иоганнес Якоб Хегетшвайлер, участвовавший в переговорах со стороны властей, был ранен в голову. Через несколько дней он скончался.
Неизвестно, имел ли Хегетшвайлер-Бодмер свой личный гербарий, возможно, образцы из него хранятся в гербарии Карла Хегетшвайлера в Институте ботаники Цюрихского университета (Z). По некоторым данным, образцы грибов Хегетшвайлера имеются в Цюрихском и Бернском (BERN) университетах.

## Некоторые научные работы
- Hegetschweiler, J.J. (1824—1834). Sammlung von schweizer Pflanzen. 8 vols.
- Hegetschweiler, J.J. (1825). Reisen in Gebirgstock zwischen Glarus und Graubünden. 193 p.
- Hegetschweiler, J.J. (1828—1834). Die Giftpflanzen der Schweiz. 6 fasc.
- Hegetschweiler, J.J. (1831). Beyträge zu einer kritischen Aufzählung der Schweizerpflanzen. 382 p.
- Hegetschweiler, J.J. (1840). Die Flora der Schweiz. 1008 p.

## Роды, названные в честь И. Я. Хегетшвайлера
- Hegetschweilera Heer & Regel, 1842 [syn.  Alysicarpus Neck. ex Desv., 1813, nom. cons.]